# Žolčasti grenivec
Žolčasti grenivec (znanstveno ime Tylopilus felleus) je tipska vrsta rodu grenivcev (Tylopilus) in tudi njegov edini evropski predstavnik.
Ime rodu se nanaša na značilno obliko klobuka te gobe in je sestavljeno iz dveh delov: grške besede tylos (τύλος), ki pomeni "grudica" ali "izboklina," in latinske besede pilus, ki pomeni "klobuk" ali "kapica". Latinska beseda felleus pomeni "grenak" ali "žolčen" in se nanaša na zelo grenak okus te gobe.

## Značilnosti
Klobuk ima v premeru do 12 cm. Pri mladih gobah je polkroglast, nato se razpre in razširi. Površina je najprej spomunja na semišu, nato postane gladka. Barva sega od svetlo rjave do mesnato rjave.
Ima cevasto trosovnico. Cevke so dolge, s porami, ki segajo čez rob klobuka. Pri mladih primerkih so beli, kasneje postanejo bledo rožnati. Ob poškodbi dobijo umazano vinsko barvo. Z lahkoto se ločijo od klobuka.
Bet je debel od 2 do 4 cm in visok do 14 cm. Je poln in sodčast pri mladih gobah ter kijast pri starejših. Je svetlejši od klobuka in prekrit z izrazito rjavo mrežo s širokimi luknjami.
Meso je belo, prožno in na zraku ne spremeni barve. V mladosti je trdo, pri starejših primerkih gobasta. Ima prijeten vonj in zelo grenak okus.

## Razširjenost in življenjski prostor
Pojavlja se v Severni Ameriki, Evropi in Aziji. Raste od poletja do pozne jeseni in je razmeroma pogost.
Raste na tleh, včasih tudi na deblih in štorih, saj se njen micelij lahko razvije tudi na trohnečem lesu. Raste v iglastih in mešanih gozdovih kjer tvori mikorizo z bori,  po nekaterih virih pa tudi z listavci, kot sta na primer hrast in bukev.

## Mikroskopske značilnosti
Trosni odtis je rjavkasto rožnate barve. Trosi so vretenaste ali elipsaste oblike, gladki in merijo 10–15 x 4–6 μm.

## Podobne vrste
Nemalokrat mlade osebke žolčastega grenivca zamenjujejo z poletnim ali jesenskim gobanom. Za okušanje značilno grenkega okusa zadostuje, da se z jezikom dotaknemo odlomljenega dela klobuka. Starejše gobe pa se ločijo od gobanov po rožnati trosovnici.

## Uporabnost
Neužitna zaradi grenkega okusa.
V več raziskavah so izolirali različne spojine iz žolčastih grenivcev in ocenjevali njihove lastnosti za morebitno uporabo v medicinske namene. Tako so za beta-glukan Tylopilan, ki so ga izolirali iz teh gob, pokazali, da ima citotoksične lastnosti in da spodbuja nespecifični imunološki odziv ter spodbuja fagocitozo, proces, s katerim makrofagi in granulociti zajamejo in prebavijo bakterije.